# Malacolimax wiktori
Malacolimax wiktori é uma espécie de gastrópode  da família Limacidae.
É endémica de Canárias.